# 标准溶液
在分析化学中，标准溶液（standard solution）又称滴定剂（titrant），即滴定用标准液，在滴定分析中，是滴加到被测溶液中并与之进行定量化学反应的已知某元素或化合物准确浓度的溶液。
滴定分析中，试样的浓度可以通过与标准溶液定量反应确定。而仪器分析广泛使用的标准曲线法则通过和标准溶液一同测量某一浓度相关的物理化学参数求得。标准溶液可由基准物质加一定体积溶剂溶解配制，使用逐级稀释的方法进一步得到一系列浓度的标准溶液。或者，使用基准物质或一种标准溶液标定另一种标准溶液。

## 使用
例如，酸碱滴定中，首先配制大致浓度的氢氧化钠溶液，准确称量一定质量的基准物质邻苯二甲酸氢钾，将其加少量水溶解。以酚酞为指示剂，使用前述氢氧化钠溶液滴定：
HP− + OH− ⇌ P2− + H2O
从滴定体积和基准物质质量即可求得氢氧化钠标准溶液的准确浓度，再使用此溶液对其它酸性物质进行滴定分析，即可得到这些试样的含量。
又如，水中铅含量的测定使用原子吸收光谱法。使用购买的经认定的标准铅储备液配制一系列浓度的标准溶液，测量这一标准溶液系列的吸光度，绘制工作曲线。根据比尔-朗伯定律，吸光度与铅浓度应呈正比。试样经过处理也测其吸光度，根据工作曲线计算得到试样的铅含量。这种方法称为标准曲线法。